# Via Latina

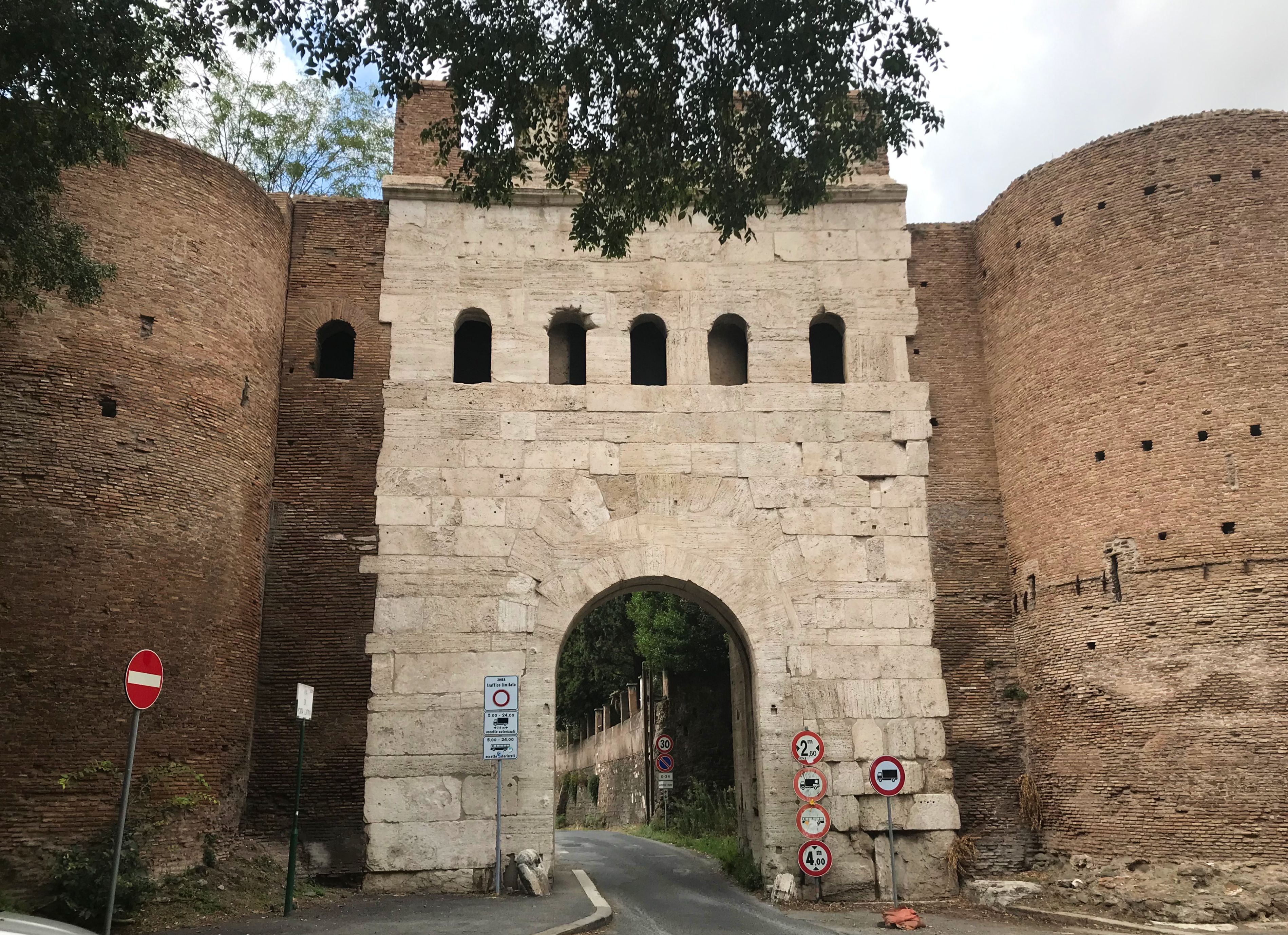
De Porta Latina in de Aureliaanse Muur

De Via Latina is een weg uit de Romeinse Oudheid. Hij liep van de stad Rome naar het zuiden, om uiteindelijk bij Casilinum (nabij Capua) over te gaan in de Via Appia (de weg van Rome naar Brindisi).
Ruim 800 m voorbij de Porta Capena boog de Via Latina links af van de Via Appia Antica, om vervolgens door de Porta Latina - in de Aureliaanse Muur - de stad te verlaten. Het gebied tussen de Via Appia en de Via Latina werd in zijn geheel ingenomen door graftombes, die zich voortzetten langs een deel van het tracé buiten de Aureliaanse Muur. De eerste 11 mijlen (ca. 20 km) van de Via Latina waren kaarsrecht, wat wijst op militair gebruik van de weg. Vermoedelijk is de weg aangelegd in de eerste helft van de 4e eeuw v.Chr. en volgens Titus Livius liep hij in 334 v.Chr. al tot Cales (het huidige Calvi Risorta in Campania). 
Min of meer parallel aan de Via Latina liep de Via Labicana, en op drie plekken volgden de wegen hetzelfde tracé. In de tijd van Strabo (rond het begin van onze jaartelling) werd de Via Latina beschouwd als de belangrijkste weg naar het zuiden, samen met de Via Appia en de Via Labicana. 

## Catacomben
In Rome liggen verschillende catacombecomplexen aan de Via Latina, te weten:
- Catacombe van Gordianus en Epimachus (of Catacombe van Acqua Mariana)
- Hypogeum van Trebius Justus
- Catacombe van Apronianus
- Hypogeum van Via Dino Compagni
- Anonieme catacombe van de Via Latina
- Catacombe van Tertullinus